# Elsass-Lothringen
Elsass-Lothringen (franska: Alsace-Lorraine), var en tysk delstat, geografiskt ungefärligen motsvarande nuvarande Alsace och Lorraine i nordöstra Frankrike. Elsass-Lothringen var ett så kallat riksland (tyska: Reichsland Elsaß-Lothringen), vilket innebar att det till skillnad från övriga delstater i Kejsardömet Tyskland saknade egen furste, utan lydde direkt under kejsaren. Frankrike avträdde området till Tyskland efter freden i Frankfurt am Main den 10 maj 1871, som avslutade det fransk–tyska kriget 1870–1871. Genom Versaillesfredens undertecknande den 28 juni 1919 återgick området till Frankrike.

## Administration och geografi
Området bildades av det genom fredsslutet i Frankfurt av Frankrike avträdda Alsace (med undantag av kantonerna Belfort, Delle, Fontaine och Giromagny), samt delar av de lorrainska departementen Meurthe (arrondissementen Sarrebourg och Château-Salins), Moselle (arrondissementen Sarreguemines, Metz och Thionville) och Vosges (kantonen Schirmeck och en del av kantonen Saales). 
Rikslandets areal var 14 518 kvadratkilometer (varav 8 292 kvadratkilometer i Elsass, 6 226 kvadratkilometer i det lothringska området). Det bildade sydvästligaste delen av Tyska riket och låg mellan 5° 52’ och 8° 14’ östlig längd och mellan 47° 25' och 49° 30' nordlig bredd. Största längden i nordlig–sydlig riktning var 190 kilometer, största bredden (under 49° nordlig bredd) 170 kilometer, minsta bredden 35 kilometer.
I norr gränsade det till Luxemburg, preussiska Rhenprovinsen och bayerska Rhenpfalz, i öster till Baden (med Rhen som gräns), i söder till Schweiz och Frankrike och i väster till Frankrike (mot vilket Vogeserna bildade en naturlig gräns från Ballon d'Alsace till Saars källor).
Efter fransk-tyska kriget hade områdes invånare ett år att lämna Elsass-Lothringen varpå de skulle bli tyska medborgare. Cirka 50 000 personer lämnade..

## Områdets status under andra världskriget
När Frankrike ockuperades av Tyskland under andra världskriget blev Elsass-Lothringen återigen formellt införlivat i Tyskland, även om detta aldrig erkändes genom något fredsfördrag och således omedelbart återställdes när tyskarna drevs bort från området mot slutet av kriget. Denna tyska ockupation varade 1940–1944.

## Historia innan världskrigen
Områdena Elsass och Lothringen kom att höra till Östfrankiska riket (senare Heliga romerska riket) efter fördraget i Meerssen år 870. I och med fördraget i Chambord 1552 erhöll den franske kungen stiftet och staden Metz, vilka införlivades helt med Frankrike 1648 till följd av den Westfaliska freden. 1681 intog den franske kungen Ludvig XIV:s trupper huvudstaden Strassburg. Områdena har genom historien präglats av tysk kultur trots att delar stundtals tillhört Frankrike. Inom de delar som tillhört Frankrike tolererades också protestantismen till betydligt högre grad än i det ursprungliga Frankrike, vilket var katolskt. 
Tysk-franska kriget (även kallat Fransk-tyska kriget) 1870-1871 innebar en hård framryckning från Nordtyska förbundets sida norrifrån, samt söderifrån av de sydliga tyska förbunden. Redan efter de första slagen i augusti 1870 i Weißenburg och Wörth, hade tyskarna återerövrat Elsass. Strassburg var belägrat med artillerield av tyska trupper under sex veckor varpå det gamla stads- och universitetsbiblioteket brann ned. I och med Frankfurtfreden 1871 införlivades Elsass och Lothringen i Tyska riket och tillsammans utgjorde de Rikslandet Elsass-Lothringen.

### Fotnoter
1. 1 2  ”Life in Alsace Lorraine (Short Animated Documentary)” (på engelska). History Matters. 18 maj 2019. https://www.youtube.com/watch?v=5g-j-ayW-ZE. Läst 10 september 2021.
2. ↑  ”Germany” (på engelska). World Statesmen. http://www.worldstatesmen.org/Germany.html. Läst 17 april 2016.
3. ↑  ”Alsace-Lorraine | Facts, Definition, & History” (på engelska). Encyclopedia Britannica. https://www.britannica.com/place/Alsace-Lorraine. Läst 10 september 2021.
4. ↑  ”Reichsland Elsaß-Lothringen” (på tyska). Wikipedia. 2021-11-19. https://de.wikipedia.org/w/index.php?title=Reichsland_Elsa%C3%9F-Lothringen&oldid=217399270. Läst 4 december 2021.